# ヴォックス (楽器メーカー)

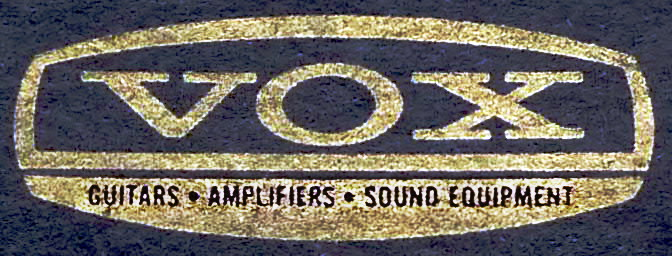
ヴォックスのロゴ

ヴォックス（VOX）は主にエレクトリック・ギターやエレクトリックベースのアンプやエフェクターなどを製造しているイギリス（グレートブリテン）のメーカーおよびブランド。日本国内での販売はコルグの一部門であるKID(KORG Import Division）が担当している。

## 主な製品群

### アンプ

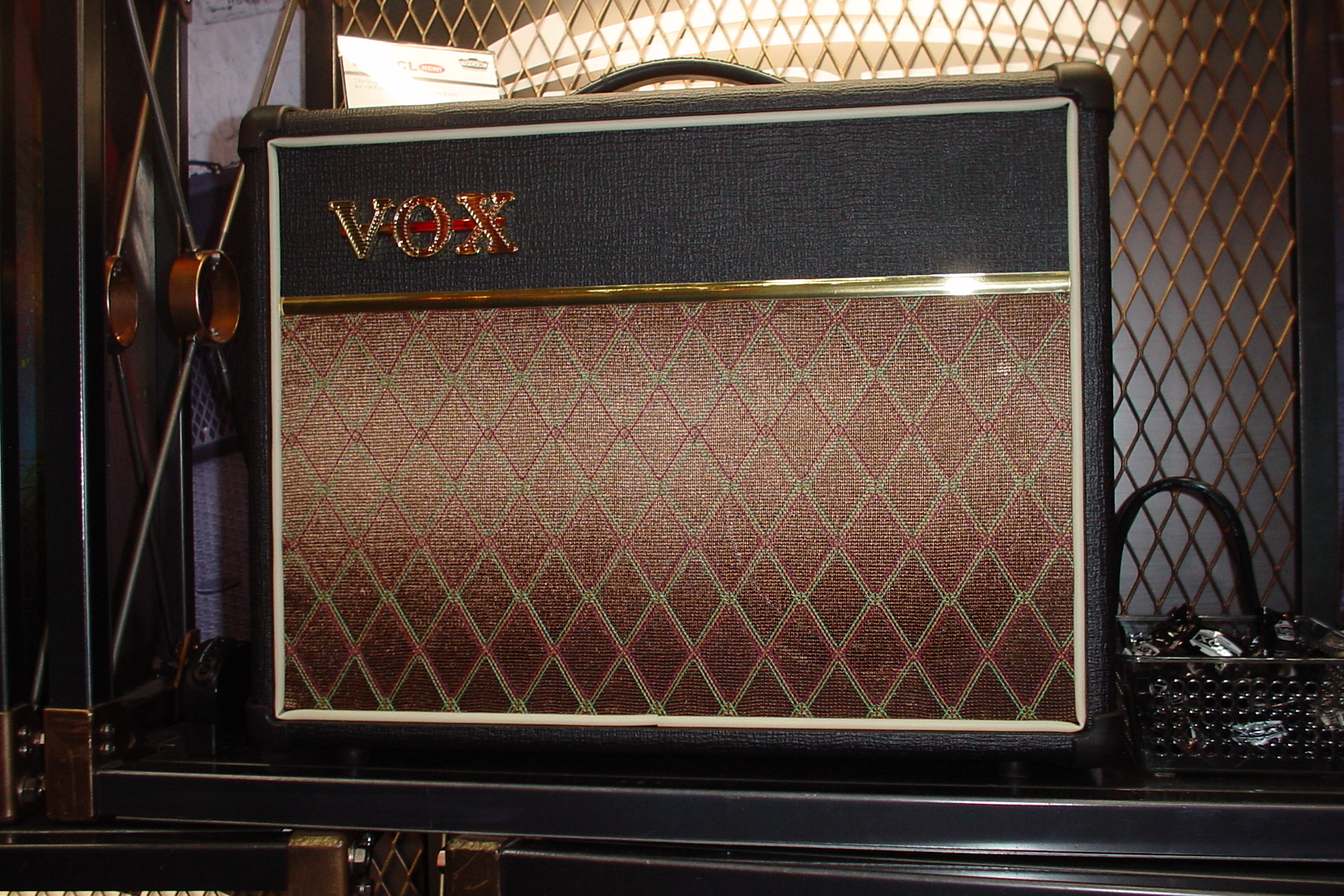
VOX DA20CL

ヴォックス製アンプのほぼ共通の特徴として、上部に配置されたインプットジャックやコントロール（ヴォリュームポット、トーンポットなど）、細長く片一方の先が尖った形状で、付け根が半球状になっているツマミ（チキンノブという名称で親しまれる）、前面左上にVOXロゴプレートが付けられている点、そして一番目に付くのが菱形状の模様が入ったスピーカー面のクロスが付けられている点などが挙げられる。また近年のモデルでは金属製のカバーが表面に付けられているが、伝統の菱形を意識して菱形状に穴が空けられている。
またビートルズが使用したアンプとして知られており、近年はクイーンのギタリストのブライアン・メイをフィーチャーしたBrian May Specialや、真空管アンプの良さをコンパクトで低価格に収めた製品であるValvetronix（ヴァルヴトロニクス）シリーズが有名。Valvetronixは、1つの小さな真空管（プリチューブ）とデジタル処理を組み合わせる事によって、真空管アンプに近い再現度を実現させている。

#### 現行機種
カスタム・シリーズ
- AC30C2/C2X
- AC15C1

AC30VR/AC15VR
- AC30VR
- AC15VR

Valvetronixシリーズ
- VT15
- VT30
- VT50
- VT100

AGAシリーズ
- AGA70
- AGA150

Night Train
- Night Train
- V112NT

AC4
- AC4TVmini
- AC4TV8
- AC4TVH
- V112TV

MINIシリーズ
- MINI3
- MINI5

Pathfinderシリーズ
- Pathfinder10
- Pathfinder Bass 10

ヘッドホン・ギター・アンプ
- amPlug 2 “AC30”
- amPlug 2 “Classic Rock”
- amPlug 2 “Metal”
- amPlug 2 “Bass”
- amPlug 2 “Clean”
- amPlug 2 “Blues”
- amPlug 2 “Lead”

USBオーディオ・インターフェイス
- amPlug I/O

卓上ミニ・スタック／卓上ミニ・アンプ
- amPlug 2 Cabinet

※数字はワット数を表している。

### エフェクター
- V847（ワウ・ペダル）

### ビートルズが使用したアンプ
- AC-15
- AC-30
- AC-50
- AC-100
- T-60
- 7120
- 4120
- V1141、V1142 (スーパー・ビートル)　アメリカ製
- Defiant

AC-50以降はビートルズの演奏会場が大きくなるにつれてVOXがビートルズのために新開発したものであり、ビートルズが最初の使用者となることが大きかった。その後市販された。

### ギター&ベース
ギターやベース本体も製造しており、65年ごろからはイタリアのEkoやクルチアネッリで作られたものが多くなる。それらにはフェイズスイッチやファズスイッチなど面白い機能がある。70年前後には日本製も多く、マツモクやテスコ弦楽器で作られていた。
特に知名度が高いものとして、ブライアン・ジョーンズが使用したことで有名なティアドロップギター（マーク6）とマーク4（ベース）といったモデルがあり、12弦のものもあった）と呼ばれるモデルが挙げられる。1998年や、2006年、2008年など何度か復刻されている。
その他、ボディが5角形の西洋棺桶型ギターおよびベース「ファントム」シリーズも人気で、各国でファントムを模したコピーモデルも多く作られた。日本ではカワイ製が多く、輸出も多くされた。
ホロウボディのバリエーションは多く主にEkoで作られた。VOXのギターは、ごく初心者向けのスチューデントモデルからプロ用までバリエーションが多く、初期にはシャドウズ人気によるストラトキャスターやプレシジョンベースのコピーに近い機種もあり、70年ごろにはギブソンSGやグレッチカントリージェントルマンのコピーも存在した。